# Gouhouron
Le Gouhouron ou ruisseau de Gouhouron est un ruisseau courant sur les départements des Hautes-Pyrénées et de la Haute-Garonne en région Occitanie, et un affluent rive gauche de la Garonne.

## Géographie
Le Gouhouron est un cours d'eau de première catégorie qui prend sa source à Artigue-Herm, dans les montagnes du Hourmigué, à environ 675 m d'altitude, sur la commune de  Thèbe, dans les Hautes-Pyrénées, et se jette dans la Garonne à Galié, en Haute-Garonne.
Sa longueur est de 7,3 km de longueur, si l'on se réfère à la fiche du Sandre mais elle serait plutôt voisine de 10 km si l'on prend en compte son affluent au débit plus important et plus régulier, le ruisseau de Saguillère, qui prend sa source à environ 1 400 m d'altitude,.
Il arrive fréquemment que son cours soit complètement à sec, en fin d'été ou début d'automne, dans sa partie aval sur la commune de Bagiry. Il en est de même pour le canal du moulin, son dernier affluent. 
Son lit est depuis quelques années envahi par la renouée du Japon, sur une majeure partie de son cours.

### Communes et départements traversés
Le Gouhouron traverse six communes, de l'amont vers l'aval :
- Thèbe,
- Cazarilh,
- Siradan,
- Sainte-Marie-de-Barousse,
- Bagiry,
- Galié.

## Principaux affluents
Sources : Sandre, Géoportail.
Le ruisseau ne comporte que trois affluents dont deux mentionnés sur la fiche Sandre :

### Rive gauche
- Ruisseau de Saguillère, 3,4 km[3], source à environ 1 400 m d'altitude, au pied du Soum d'Escléte (ou Escalette), sur la commune de Thèbe ;
- Ruisseau d'environ 500 m, alimenté par les fontaines de Cazarilh ;

### Rive droite
- Canal du Moulin, 2,8 km[4].

Ce dernier canal est un bief artificiel créé pour alimenter plusieurs moulins, captant à la fois les eaux de la Garonne à hauteur de Saléchan et celles du ruisseau de la fontaine d'Escalette, situé au-dessus d'Esténos.
Ses affluents irriguent aussi les communes de Saléchan et Esténos.

## Galerie d'images

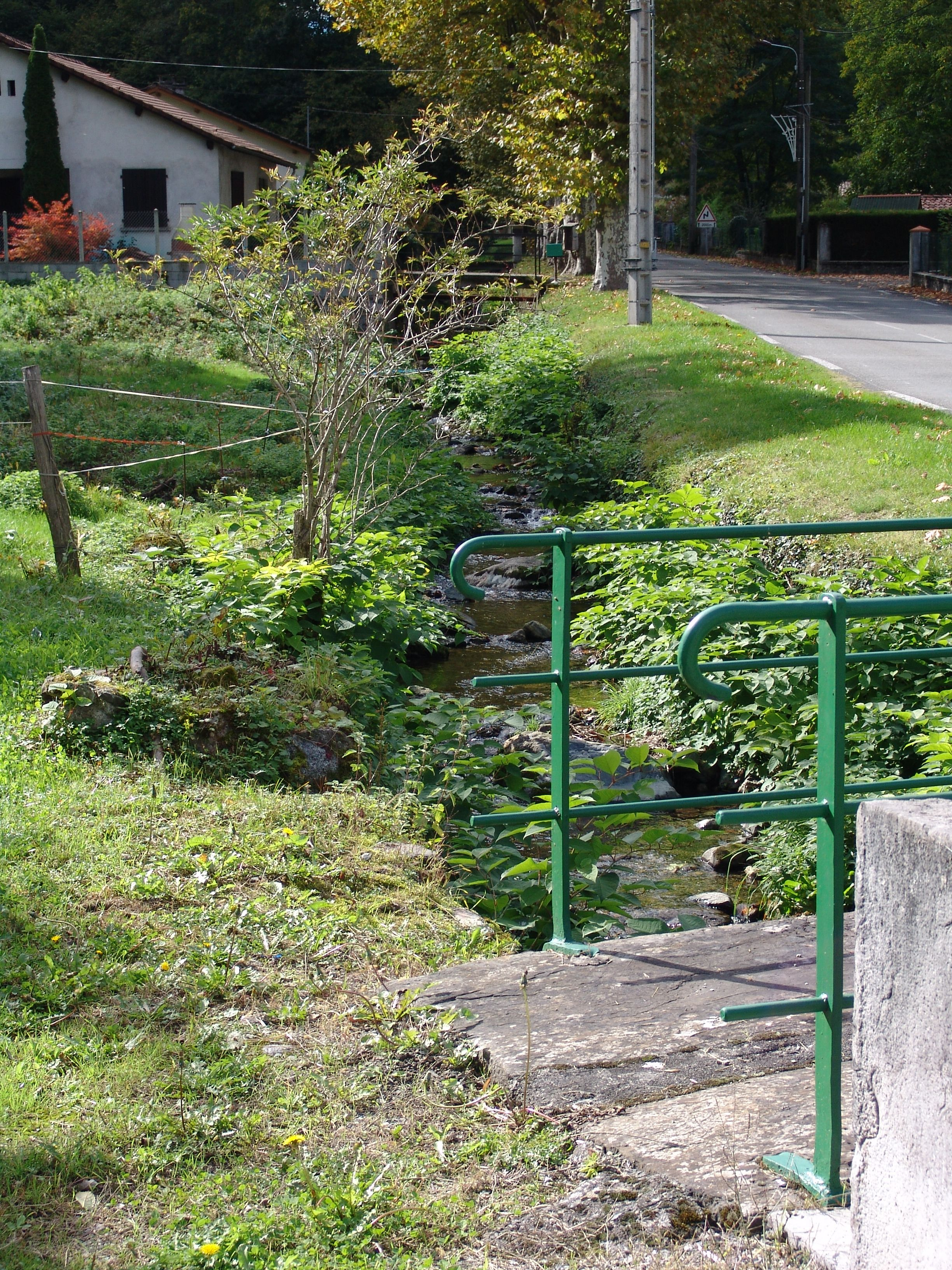
Le Gouhouron à Siradan.
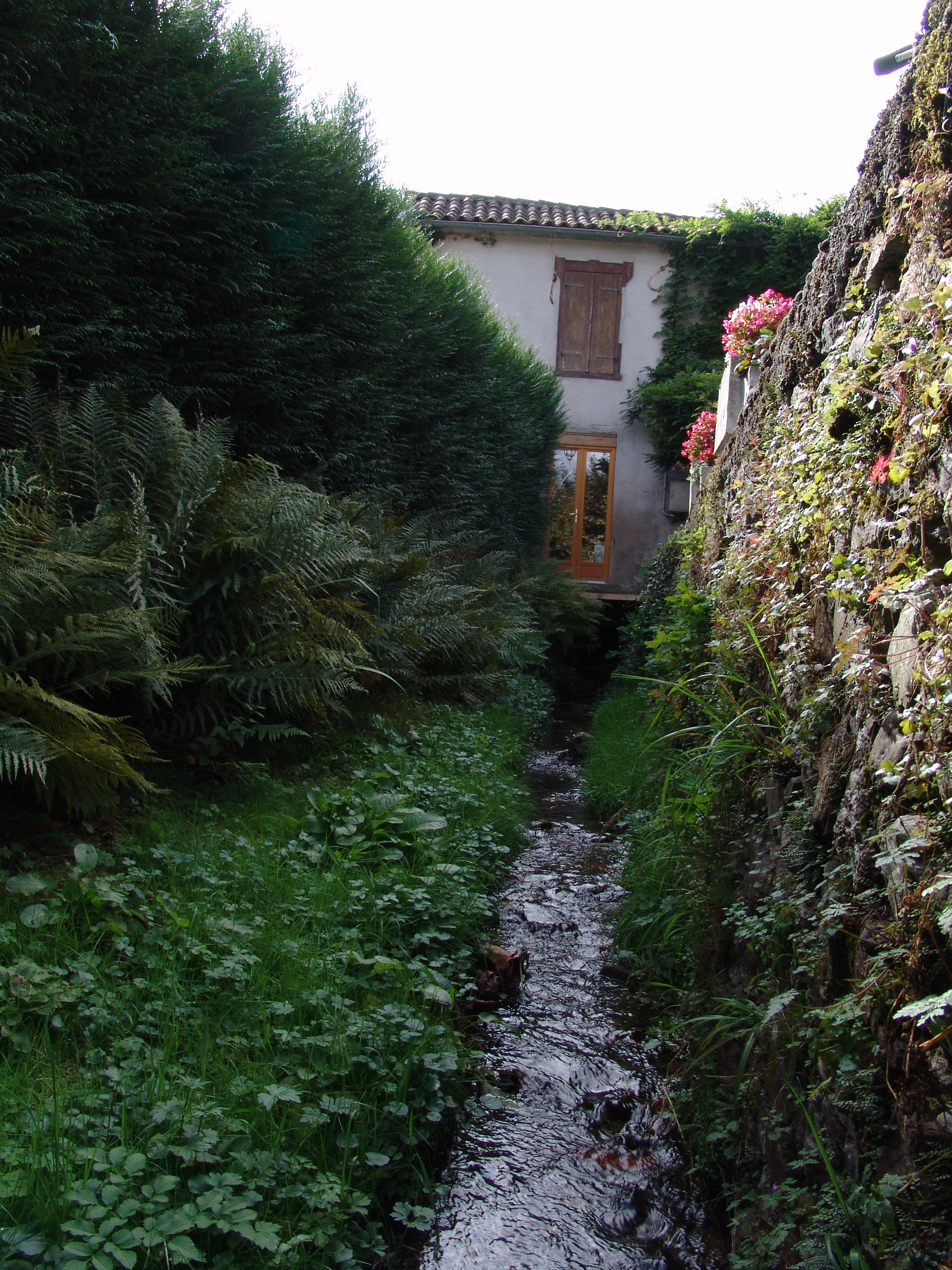
Ancien moulin sur le Gouhouron à Siradan.
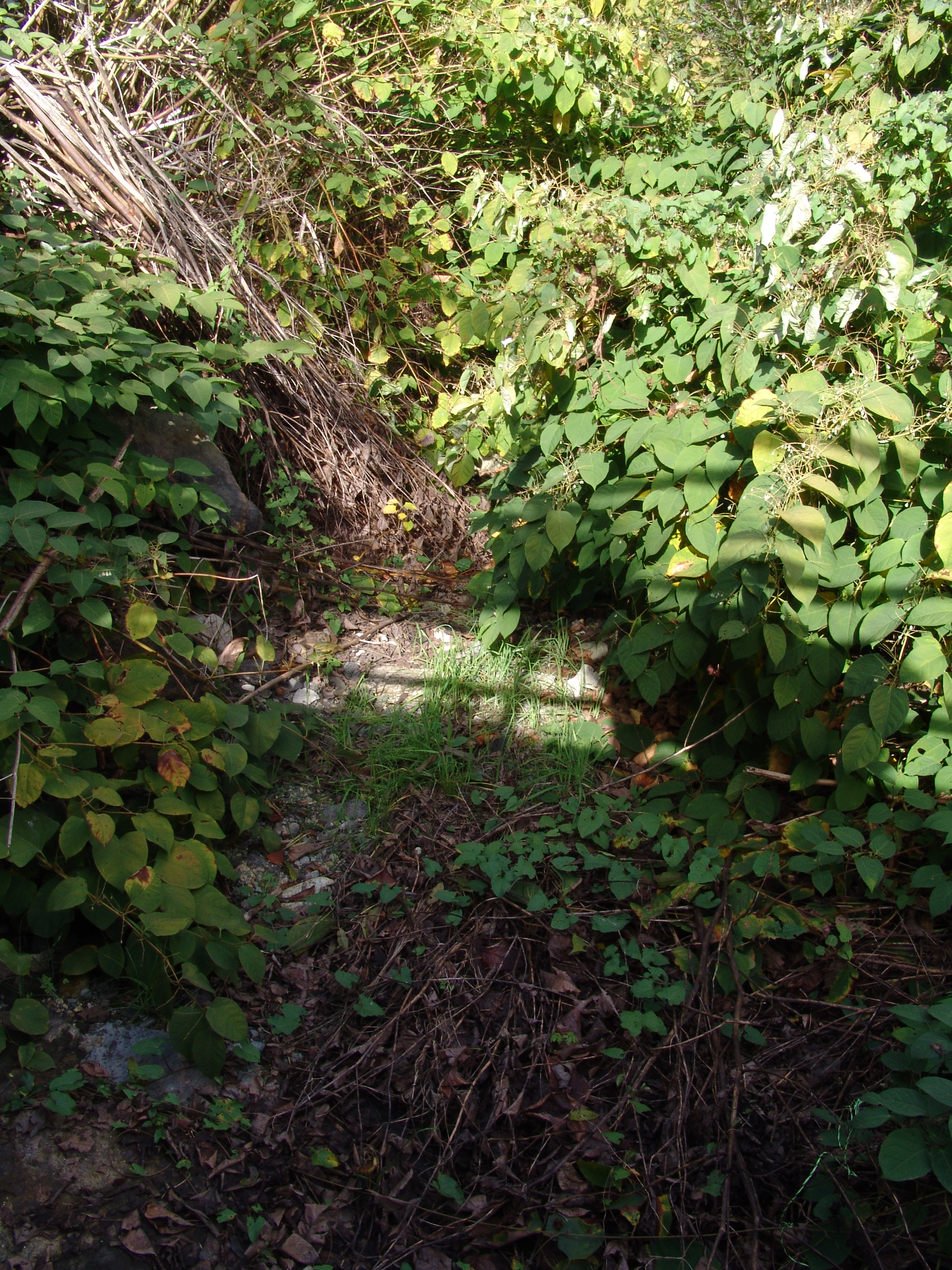
Le Gouhouron à sec et envahi par la renouée du Japon.